# Morsjön (Transtrands socken, Dalarna)
Morsjön är en sjö i Malung-Sälens kommun i Dalarna och ingår i Dalälvens huvudavrinningsområde. Sjön har en area på 0,0819 kvadratkilometer och ligger 573,1 meter över havet.

## Delavrinningsområde
Morsjön ingår i det delavrinningsområde (678804-136477) som SMHI kallar för Namn saknas. Medelhöjden är 519 meter över havet och ytan är 12,22 kvadratkilometer. Räknas de 212 avrinningsområdena uppströms in blir den ackumulerade arean 2 537,47 kvadratkilometer. Västerdalälven som avvattnar avrinningsområdet har biflödesordning 2, vilket innebär att vattnet flödar genom totalt 2 vattendrag innan det når havet efter 450 kilometer. Avrinningsområdet består mestadels av skog (58 procent), jordbruk (19 procent) och sankmarker (12 procent). Avrinningsområdet har 0,19 kvadratkilometer vattenytor vilket ger det en sjöprocent på 1,6 procent. Bebyggelsen i området täcker en yta av 0,41 kvadratkilometer eller 3 procent av avrinningsområdet.